# ラヴ (DEATH DEVILの曲)
「ラヴ」は、DEATH DEVILの2枚目のシングル。2010年6月23日にポニーキャニオンから発売された。

## 概要
TBS系列で放送されたテレビアニメ『けいおん!!』の劇中歌（キャラクターソング・シングル）。
『けいおん!』に登場する、劇中において桜が丘高校の音楽教師で吹奏楽部兼軽音楽部の顧問の山中さわ子が、同校在学時に組んでいたと設定されているバンド「DEATH DEVIL」名義の作品。歌っているのは山中さわ子の声を演じる声優の真田アサミと、河口紀美の声を演じる声優の浅川悠。
収録曲は、テレビアニメ第2期『けいおん!!』第10話「先生!」にてDEATH DEVILのメンバーによって演奏された楽曲で、劇中歌の中でも特にマニアックな企画とも評された。第2期第10話では、かつてのバンド仲間の結婚式に参加した山中さわ子らDEATH DEVILのメンバーが、1日限りの再結成ライブとして在学時代の楽曲を演奏する場面が描かれており、収録曲はその場面で用いられている。劇中において山中さわ子は過去の音楽活動を隠したがっているという設定で、同エピソードでは当初は参加を躊躇しつつも最終的にはパフォーマンスを披露する経緯が描かれた。同エピソードの放送終了時には、テレビCMを通じて本シングルの発売が発表された。
前作「Maddy Candy」同様に、解説文をヘヴィメタル雑誌「BURRN!」編集部員の奥野高久が執筆、ギターに屍忌蛇が参加するなど、ヘヴィメタル関係者が制作に参加している。

## 収録曲
1. ラヴ[4:27]
作詞：KANATA、作曲・編曲：小森茂生
テレビアニメ『けいおん!!』第10話挿入歌
2. GENOM[4:16]
作詞：KANATA、作曲・編曲：小森茂生
3. ラヴ（Instrumental）
4. GENOM（Instrumental）

## 収録アルバム
| 曲名  | 収録アルバム                  | 発売日        | 備考                                                                      |
| ----- | ----------------------------- | ------------- | ------------------------------------------------------------------------- |
| ラヴ  | 『K-ON! MUSIC HISTORY'S BOX』 | 2013年3月20日 | CD-BOX、ディスク2『劇中歌Sg･Al｢放課後ティータイム in MOVIE｣･DEATH DEVIL』 |
| GENOM | 『K-ON! MUSIC HISTORY'S BOX』 | 2013年3月20日 | CD-BOX、ディスク2『劇中歌Sg･Al｢放課後ティータイム in MOVIE｣･DEATH DEVIL』 |